# Оръжеен заглушител
Оръжеен заглушител е устройство, намаляващо интензитета на звука при възпроизвеждането на изстрел от огнестрелно оръжие. Може да е разглобяем или интегрална част от цевта на оръжието. Типичният заглушител представлява метален цилиндър с вътрешни прегради, които забавят излизащия газ от метателния заряд, което намалява както звука, така и пламъка от цевта. Пламегасителят, от друга страна, специално охлажда или разсейва горящите газове, които обикновено излизат през цевта, без да има за цел да заглушава звука. В повечето държави заглушителите се регулират заедно с огнестрелните оръжия. Някои юрисдикции разрешават или дори задължават използването на заглушители в спорта, за да се намали риска от увреждане на слуха или шумово замърсяване, докато други правителства забраняват използването им от цивилни.
Обичайните заглушители и гърнето на автомобилния ауспух работят на сходен принцип, при който се използва многократно обръщане на потока газове с цел загуба на енергия и скорост. Важно условие е куршумът да е с подзвукова скорост, иначе се създава чуваема свръхзвукова вълна, насочена към целта, която стрелецът не чува.
Пълно заглушаване на изстрел не може да се постигне. Основен принцип, свързан с количеството газове при изстрел, е, че колкото е по-голям калибъра, толкова по-малко е заглушаването. Заглушителите се използват основно при леките огнестрелни оръжия (пистолети, пушки, автомати), но има и специални заглушители за артилерийски оръдия, използвани основно в рамките на военни учения и експерименти.

## История
Американецът Хайръм Пърси Максим, син на изобретателя на Максимовата картечница Хайръм Стивънс Максим, най-често се счита за изобретател на първия комерсиално успешен заглушител около 1902 г., получавайки патента си за него на 30 март 1909 г. Максим наименува устройството си Максимов заглушител и то бива често рекламирано в спортната преса. Заглушителят за двигателите с вътрешно горене е разработван успоредно с оръжейния заглушител от Максим в началото на 20 век, използвайки много от същите техники, за да се заглуши работата на двигателя. Оръжейните заглушители се използват редовно от агенти на американското Управление на стратегическите служби по време на Втората световна война.

## Конструкция
Обикновено елементите на заглушителя са поместени в цилиндрична тръба и представляват пластинчати прегради с отвори, осканалната линия може да е ексцентрична, обикновено е централна. Според формата на заглушителните елементи в профил, понякога се използва за обозначаване сходството им с букви – К, М. Заглушителен елемент може да е целият заглушител, бидейки отлят от порест метал (алуминий), като при износване се сменя целия. Заглушителят може да е интегриран в оръжието и да не се сваля.
Друг принцип е газовете на барутния заряд да се спрат след извършване на работа, така че да няма нужда изобщо от заглушител. Ползва се гилза с голям обем, като изхвърлящият барутен заряд е малък и високоимпулсен, а след проектила, потопен в гилзата пред барута, има обтуратор, който след кратък ход се заклинва в стесненото гърло на гилзата и спира барутните газове.

## Заглушител за оръдия
През 1969 г. американската компания „Рок Айлънд Арсенал“ за собствени нужди създава експериментален заглушител за танково оръдие. Заглушителят е предназначен за опити с едрокалибрено стволно танково въоръжение на стрелбището на арсенала, където действат ограничения за нивото на шума. Заглушителят има дължина от 12,19 m и диаметър от 1,524 m и има стоманен корпус, в който са закрепени полиетиленови джобове, пълни с вода, които играят ролята на шумопоглъщащи буфери.